# 5 января
5 января — 5-й день года  по григорианскому календарю.
До конца года остаётся 360 дней (361 день в високосные годы).
До 15 октября 1582 года — 5 января по юлианскому календарю, с 15 октября 1582 года — 5 января по григорианскому календарю.
В XX и XXI веках соответствует 23 декабря по юлианскому календарю.

## Праздники и памятные дни
См. также: Категория:Праздники 5 января

### Национальные
- Республика Сербская,  Сербия,  Черногория — Туциндан.
- Индия — День рождения гуру Гобинда Сингха.

### Профессиональные
- Беларусь — День работников социальной защиты.

### Религиозные
Католицизм
 — Память святого Иоанна Нойманна;
 — память святого Симеона Столпника;
 — память папы римского Телесфора;
— память святого Карла Хубена.
 Православие
 — Память мучеников, иже в Крите: Феодула, Саторнина, Евпора, Геласия, Евникиана, Зотика, Помпия, Агафопуса, Василида и Евареста (III в.);
 — память священномученика Василия Спасского пресвитера и преподобномучеников Макария (Миронова) и Ионы (Смирнова) (1938);
 — память преподобного Нифонта, епископа Кипрского (IV в.);
 — память преподобного Павла, епископа Неокесарийского (IV в.);
 — память святителя Феоктиста, архиепископа Новгородского (1310).

### Именины
- Католические: Иван, Симеон, Телесфор.
- Православные: Агафопус, Василид, Василий, Геласий, Давид, Еварест, Евникиан, Евпор, Зотик, Иван, Макарий, Наум, Нифонт, Павел, Помпий, Сатурнин/Саторнин, Феодул, Феоктист.

## События
См. также: Категория:События 5 января
Один из дней, когда Земля проходит перигелий (в частности, в 2012, 2020 и др. годах); в нашу эпоху — обычно в период с 2 по 5 января.

### До XVIII века
- 62 до н. э. — сражение у Пистории между армией римского сената и восставшими катилинариями, окончившееся полным разгромом повстанцев.
- 951 — Король Леона Рамиро II отрёкся от престола в пользу своего сына, Ордоньо III.
- 1477 — Бургундские войны: Рене II Лотарингский разгромил Карла Смелого у стен Нанси; Раздел Бургундии между королевством Франция и Государством Габсбургов.
- 1675 — в ходе Голландской войны произошло Сражение при Туркхайме, в котором французская армия под командованием маршала Тюренна разгромила бранденбургскую армию.

### XVIII век
- 1728 — основан Гаванский университет.
- 1757 — Робер-Франсуа Дамьен совершил неудачное покушение на короля Людовика XV.
- 1762 — На российский престол вступил Пётр III.
- 1769 — Джеймс Уатт получает патент на свою паровую машину.
- 1776 — принята первая Конституция Нью-Гэмпшира.

### XIX век
- 1809 — подписан Дарданелльский мир[англ.], завершивший Англо-турецкую войну.

### XX век
- 1905 — капитуляция крепости Порт-Артур в ходе русско-японской войны.
- 1917 — начало Митавской операции на Северном фронте во время Первой мировой войны — последняя военная операция Русской Императорской армии, она была призвана ликвидировать немецкий плацдарм, нацеленный на Ригу.
- 1919
  - Красная армия заняла Вильнюс.
  - В Мюнхене основана Немецкая рабочая партия, преобразованная год спустя в Национал-социалистическую немецкую рабочую партию.
  - В Берлине началось Восстание спартакистов.
- 1937 — начал повышаться уровень воды на реке Огайо, что ознаменовало начало Великого наводнения[англ.], которое начало отступать только месяц спустя[7][8].
- 1942 — Вторая мировая война: начало зимнего наступления Красной Армии, высадка советского морского десанта в Евпатории.
- 1953 — в Париже состоялась премьера пьесы Сэмюэла Бекетта «В ожидании Годо».
- 1956 — к берегам Антарктиды доставлена первая советская Комплексная Антарктическая экспедиция.
- 1957 — в первом номере журнала «Техника — молодёжи» за 1957 год началась публикация романа Ивана Ефремова «Туманность Андромеды» — этапного в развитии советской фантастики.
- 1968 — приход к власти в Чехословакии Александра Дубчека, положивший начало Пражской весне.
- 1970 — землетрясение в китайском уезде Тунхай провинции Юньнань, более 10 000 погибших.
- 1972 — начало работ по созданию в США многоразового транспортного космического корабля.
- 1976 — на экраны СССР вышел советско-японский художественный фильм Акиры Куросавы «Дерсу Узала».
- 1977 — при Московской Хельсинкской группе создана комиссия по расследованию использования психиатрии в политических целях.
- 1991 — начало Южноосетинской войны (завершилась в июне 1992 года).
- 1993 — потерпел крушение танкер MV Braer, в результате чего произошла утечка нефти объёмом 84 700 тонн.

### XXI век
- 2005 — в Солнечной системе обнаружена карликовая планета Эрида.
- 2021 — второй тур выборов в Сенат США в Джорджии.
- 2022 — введение чрезвычайного положения на всей территории Казахстана из-за протестов.

## Родились
См. также: Категория:Родившиеся 5 января

### До XIX века
- 1209 — Ричард Корнуоллский (ум. 1272), английский принц, номинальный король Германии.
- 1592 — Шах-Джахан (ум. 1666), падишах Империи Бабуридов (1627—1658), строитель мавзолея Тадж-Махал.
- 1688 — Иоганн Георг Пизендель (ум. 1755), немецкий барочный музыкант и композитор.
- 1769 — Пётр Витгенштейн (ум. 1843), российский генерал-фельдмаршал, герой Отечественной войны 1812 года.
- 1789 — Дмитрий Дашков (ум. 1839), русский литератор и сановник, основатель литературного общества «Арзамас».

### XIX век
- 1817 — Дмитрий Хрущов (ум. 1864), российский государственный деятель, сенатор, сторонник крестьянской реформы.
- 1819 — Исмаил Хан Нахичеванский (ум. 1909), российский военачальник, генерал от кавалерии.
- 1838 — Мари Энмон Камиль Жордан (ум. 1922), французский математик.
- 1845 — Василий Немирович-Данченко (ум. 1936), русский писатель, журналист и путешественник, старший брат Владимира Немировича-Данченко.
- 1846 — Рудольф Кристоф Эйкен (ум. 1926), немецкий писатель и философ, лауреат Нобелевской премии по литературе (1908).
- 1855 — Кинг Кэмп Жиллетт (ум. 1932), американский изобретатель и первый производитель безопасных бритв.
- 1863 — Мелитон Баланчивадзе (ум. 1937), грузинский советский композитор.
- 1874 — Джозеф Эрлангер (ум. 1965), американский физиолог, лауреат Нобелевской премии (1944).
- 1876 — Конрад Аденауэр (ум. 1967), первый федеральный канцлер ФРГ (1949—1963).
- 1881 — Николай Метнер (ум. 1951), русский композитор и пианист.
- 1893 — Парамаханса Йогананда (ум. 1952), индийский йогин и философ, распространитель практики крийя-йоги на Западе.
- 1897 — Юнус Раджаби (ум. 1976), советский узбекский композитор, академик, народный артист Узбекской ССР, певец.
- 1900 — Ив Танги (Рэмон Жорж Ив Танги; ум. 1955), американский художник-сюрреалист французского происхождения.

### XX век
- 1903 — Мартиньш Зивертс (ум. 1990), латышский писатель-прозаик и драматург.
- 1910 — Павел Васильев (расстрелян в 1937), русский советский поэт и журналист.
- 1915 — Артур Робинсон (ум. 2004), американский географ и картограф, историк картографии.
- 1920 — Артуро Бенедетти Микеланджели (ум. 1995), итальянский пианист.
- 1921 — Фридрих Дюрренматт (ум. 1990), швейцарский писатель-прозаик, драматург и публицист.
- 1923 — Сэм Филлипс (ум. 2003), американский продюсер, открывший Элвиса Пресли.
- 1931
  - Альфред Брендель (ум. 2025), австрийский пианист и композитор.
  - Роберт Дюваль, американский актёр, кинорежиссёр и продюсер, лауреат «Оскара», четырёх «Золотых глобусов» и др.
- 1932
  - Раиса Горбачёва (ум. 1999), жена президента СССР Михаила Сергеевича Горбачёва.
  - Умберто Эко (ум. 2016), итальянский писатель, философ, культуролог, литературный критик, историк-медиевист.
- 1936 — Павел Арсенов (ум. 1999), советский, российский и армянский актёр и кинорежиссёр (фильмы «Король-олень», «С любимыми не расставайтесь», «Гостья из будущего» и др.).
- 1938
  - Нгуги Ва Тхионго (ум. 2025), кенийский писатель и драматург левых взглядов. Писал на английском языке и языке кикуйю. В 2009 году был номинирован на премию Букер за совокупность созданного.
  - Хуан Карлос I, король Испании (1975—2014).
- 1941 — Хаяо Миядзаки, японский режиссёр аниме, продюсер, сценарист, писатель и мангака.
- 1943 —  Каролин Шулер (ум. 2024), американская пловчиха, двукратная чемпионка летних Олимпийских игр 1960 года.
- 1946
  - Андрей Болтнев (ум. 1995), советский и российский актёр театра и кино.
  - Дайан Китон, американская актриса, продюсер, кинорежиссёр, обладательница «Оскара», двух «Золотых глобусов».
- 1947 — Саския Сассен, американская женщина-социолог и экономист.
- 1952 — Ули Хёнесс, немецкий футболист, чемпион мира (1974) и Европы (1972), футбольный менеджер.
- 1953
  - Дуайт Мохаммед Кави (р. 1953), американский боксёр. Чемпион мира в полутяжёлой (WBC, 1981—1983) и 1-й тяжёлой (WBA, 1985—1986) весовых категориях. Включён в Международный зал боксёрской славы (2004).
  - Василий Соломин (ум. 1997), первый советский чемпион мира по боксу в лёгком весе (1974).
- 1955 — Владимир Фёдоров (погиб в 1979), советский футболист, бронзовый призёр Олимпийских игр (1976).
- 1965 — Патрик Шёберг, шведский прыгун в высоту, трёхкратный призёр Олимпийских игр.
- 1967 — Рамона Портвих, немецкая спортсменка, трёхкратная олимпийская чемпионка по гребле на байдарках.
- 1968
  - Кэрри Энн Инаба, американская танцовщица, хореограф и актриса.
  - Лали Меньян, французская актриса, модель и телеведущая.
- 1969 
  - Мэрилин Мэнсон (наст. имя Брайан Хью Уорнер), американский рок-музыкант, певец, актёр, автор песен.
  - Петра Беле, немецкая биатлонистка, олимпийская чемпионка (1998).
- 1970
  - Олег Веретенников, советский и российский футболист, тренер.
  - Юрий Ковтун, советский и российский футболист, тренер.
  - Владимир Чагин, российский автогонщик, 7-кратный победитель «Ралли Дакар» в классе грузовиков.
- 1972 — Сакис Рувас, греческий певец.
- 1975 — Брэдли Купер, американский актёр, продюсер, кинорежиссёр, певец, лауреат премий BAFTA и «Грэмми».
- 1978 — Дженьюари Джонс, американская актриса и фотомодель.
- 1979 — Ховард Клеметсен, норвежский двоеборец, олимпийский чемпион (2014).
- 1981 — Дедмаус (наст. имя Джоэль Томас Циммерман), канадский диджей и музыкальный продюсер.
- 1982 — Яница Костелич, хорватская горнолыжница, 4-кратная олимпийская чемпионка, 5-кратная чемпионка мира.
- 1983 — Филип Адамски, немецкий спортсмен польского происхождения, олимпийский чемпион в академической гребле.
- 1986 — Яна Шемякина, украинская фехтовальщица на шпагах, олимпийская чемпионка (2012).
- 1988 — Азизульхасни Аванг, малайзийский велогонщик.

### XXI век
- 2004 — Анастасия Безрукова, российская модель и актриса.

## Скончались
См. также: Категория:Умершие 5 января

### До XIX века
- 62 до н. э. — погиб Луций Сергий Катилина (р. ок. 108 до н. э.), древнеримский политик и заговорщик.
- 1448 — Кристофер III Баварский (р. 1416), король Дании (с 1440), Швеции (с 1441) и Норвегии (с 1442).
- 1465 — Карл I Орлеанский (р. 1394), французский феодал, политик, воин и поэт.
- 1477 — погиб Карл Смелый (р. 1433), последний герцог Бургундии (1467—1477), из династии Валуа.
- 1589 — Екатерина Медичи (р. 1519), королева Франции (1547—1559).
- 1762 — Елизавета Петровна (р. 1709), российская императрица (1741—1762), из династии Романовых.

### XIX век
- 1808 — Алексей Орлов-Чесменский (р. 1737), русский военный и государственный деятель, генерал-аншеф.
- 1818 — Марчелло Баччарелли (р. 1731), итальянский художник-портретист эпохи барокко.
- 1828 — Кобаяси Исса (р. 1763), японский поэт, мастер хайку.
- 1858 — граф Йозеф Радецкий (р. 1766), австрийский фельдмаршал и государственный деятель.
- 1860 — Иоанн Нойманн (р. 1811), американский священник, епископ Филадельфии, католический святой.
- 1864 — Фёдор Гильфердинг (р. 1798), российский дипломат, сенатор, тайный советник.
- 1882 — Андрей Заблоцкий-Десятовский (р. 1808), российский государственный деятель и экономист.
- 1896 — Иван Горбунов (р. 1831), русский актёр и писатель.

### XX век
- 1909 — Фёдор Плевако (р. 1842), российский адвокат, судебный оратор.
- 1910 — Леон Вальрас (р. 1834), французский экономист.
- 1916 — Герман Клаач (р. 1863), немецкий антрополог и анатом.
- 1922 — Эрнест Шеклтон (р. 1874), ирландский полярник, исследователь Антарктиды.
- 1929 — Николай Николаевич Младший (р. 1856), великий князь, внук российского императора Николая I.
- 1930 — Людвиг Клайзен (Кляйзен) (р. 1851), немецкий химик-органик.
- 1933 — Юлиуш Клос (р. 1881), польский историк архитектуры, профессор.
- 1941 — Эми Джонсон (р. 1903), первая в мире женщина, совершившая одиночный перелёт из Англии в Австралию.
- 1951 — Андрей Платонов (наст. фамилия Климентов; р. 1899), русский советский писатель, поэт, драматург, публицист.
- 1955 — Евгений Тарле (р. 1874), российский и советский историк, академик АН СССР.
- 1956 — Мистангет (наст. имя Жанна-Флорентина Буржуа; р. 1875), французская певица, актриса, клоунесса-конферансье.
- 1959 — Каро Алабян (р. 1897), советский архитектор, академик.
- 1960 — Павел Паренаго (р. 1906), советский астроном.
- 1964 — Фаустас Кирша (р. 1891), литовский писатель и переводчик, автор либретто.
- 1970 — Макс Борн (р. 1882), немецкий и британский физик-теоретик, математик, один из создателей квантовой механики, лауреат Нобелевской премии по физике (1954).
- 1974 — Лев Оборин (р. 1907), пианист, композитор, педагог, народный артист СССР.
- 1979 — Чарльз Мингус (р. 1922), американский джазовый контрабасист, композитор.
- 1980 — Алексей Кожевников (р. 1891), русский советский писатель.
- 1981 — Гарольд Клейтон Юри (р. 1893), американский физик и химик, лауреат Нобелевской премии (1934).
- 1984 — Дмитрий Васильев (р. 1900), советский кинорежиссёр.
- 1987 — Маргарет Лоренс (р. 1926), канадская писательница.
- 1990 — Генрих Сидоренков (р. 1931), советский хоккеист, олимпийский чемпион (1956), чемпион мира (1954).
- 1991 — Иван Ром-Лебедев (р. 1903), актёр, драматург и гитарист, цыганский писатель, заслуженный артист РСФСР.
- 1994 — Игорь Бэлза (р. 1904), советский музыковед, композитор и литературовед.
- 2000 — Вера Дулова (р. 1909), советская и российская арфистка, педагог, народная артистка СССР.

### XXI век
- 2001 — Элизабет Энском (р. 1919), британский философ, представительница аналитического томизма.
- 2002 — Вадим Шефнер (р. 1914), советский писатель-фантаст, поэт, переводчик, журналист.
- 2003 — Массимо Джиротти (р. 1918), итальянский актёр кино и телевидения.
- 2005 — Уско Лаукканен (р. 1930), финский иллюстратор и детский писатель.
- 2007 — Момофуку Андо (урожд. Го Пек-Хок; р. 1910), японский изобретатель лапши быстрого приготовления, основатель компании Nissin Foods.
- 2009 — покончил с собой Адольф Меркле (р. 1934), немецкий миллиардер.
- 2012 — Александр Сизоненко (р. 1959), советский баскетболист, самый высокий человек в мире в 1990 г.
- 2014 — Эйсебио (Эузебиу да Силва Феррейра; р. 1942), португальский футболист мозамбикского происхождения.
- 2016
  - Пьер Булез (р. 1925), французский дирижёр и композитор.
  - Анатолий Рощин (р. 1932), советский борец, олимпийский чемпион (1972), чемпион мира (1963, 1969, 1970) и Европы (1966).
- 2018 — Джон Янг (р. 1930), американский астронавт, побывавший на Луне.
- 2021
  - Сарра Бекузарова (р. 1937), советский и российский селекционер, заслуженный деятель науки РФ.
  - Лидия Львова-Эберле (р. 1920), польская партизанка русского происхождения, участница антинацистского и антикоммунистического сопротивления.
  - Джонас Нюбауэр (р. 1981), американский игрок в тетрис, 7-кратный чемпион мира.
- 2024 — Марио Загало (р. 1931), бразильский футболист и футбольный тренер, четырёхкратный чемпион мира по футболу: дважды как игрок (1958, 1962), затем как тренер (1970) и как помощник главного тренера (1994). Кавалер наивысшей награды ордена ФИФА «За заслуги».
- 2025
  - Костас Симитис (р. 1936), греческий политик, премьер-министр Греции и лидер ПАСОК в 1996—2004 годах.
  - Роберт Хюбнер (р. 1948), сильнейший немецкий шахматист, гроссмейстер.

## Народный календарь, приметы и фольклор Руси
Нифонт. Оберег скотины. Федул.
- Каков Нифонт, таков будет и ноябрь месяц.
- День Федула — день оберега скотины, домашних животных и птицы[9].
- Для того, чтоб защитить скот, крестьянки пекли печенье в форме овечек, коровок, птиц, а чтобы нечистая сила на них следа не оставила, сразу же их заворачивали в полотенце.
- Сильный ветер на Федула сулит добрый урожай[10].